# Kazuhisa Kawahara
Kazuhisa Kawahara (født 29. januar 1987) er en japansk fodboldspiller, som spiller for den japanske fodboldklub Ehime FC.